# Hoplotilapia retrodens
Hoplotilapia retrodens és una espècie de peix extinta de la família dels cíclids i de l'ordre dels perciformes.

## Morfologia
- Els mascles podien assolir 14,4 cm de longitud total.[2][3]

## Alimentació
Menjava principalment mol·luscs (Lamellibranchiata, sobretot) i, en segon terme, insectes (en particular, Ephemeroptera, Trichoptera i Chironomidae) i crustacis.

## Hàbitat
Vivia en zones de clima tropical entre 24 °C-27 °C de temperatura i entre 4-6 m de fondària.

## Distribució geogràfica
Es trobava al llac Victòria.